# Croatia Open Umag 2012
L'ATP Vegeta Croatia Open Umag 2012 è stato un torneo di tennis giocato sulla terra rossa. È stata la 23ª edizione dell'evento ATP Vegeta Croatia Open Umag che fa parte della categoria ATP World Tour 250 series nell'ambito dell'ATP World Tour 2012. Si è giocato all'International Tennis Center di Umago in Croazia dal 5 luglio al 15 luglio 2012.

## Partecipanti

### Teste di serie
| Nazione    | Giocatore              | Ranking* | Testa di serie |
| ---------- | ---------------------- | -------- | -------------- |
| Spagna     | Fernando Verdasco      | 16       | 1              |
| Croazia    | Marin Čilić            | 18       | 2              |
| Ucraina    | Aleksandr Dolhopolov   | 21       | 3              |
| Spagna     | Marcel Granollers      | 23       | 4              |
| Argentina  | Carlos Berlocq         | 37       | 5              |
| Spagna     | Juan Carlos Ferrero    | 38       | 6              |
| Slovacchia | Martin Kližan          | 62       | 7              |
| Francia    | Édouard Roger-Vasselin | 67       | 8              |

* Teste di serie basate sul ranking al 25 giugno 2012.

### Altri partecipanti
I seguenti giocatori hanno ricevuto una wild card per il tabellone principale:
- Aljaž Bedene
- Andrej Kuznecov
- Mate Pavić

I seguenti giocatori sono passati dalle qualificazioni:

- Gorka Fraile
- Ivo Klec
- Marco Trungelliti
- Walter Trusendi

## Campioni

### Singolare
Marin Čilić ha sconfitto in finale  Marcel Granollers per 6-4, 6-2.
- È l'ottavo titolo in carriera per Čilić, il secondo nel 2012.

### Doppio
David Marrero /  Fernando Verdasco hanno sconfitto in finale  Marcel Granollers /  Marc López per 6-3, 7–6(4).